# جرم‌شناسی زیست اجتماعی
جرم‌شناسی زیست اجتماعی (انگلیسی: Biosocial criminology) حوزه ای میان رشته‌ای است که هدف آن تبیین جرم و رفتار ضداجتماعی با بررسی عوامل زیست‌جامعه‌شناسی است. در حالی که جرم‌شناسی معاصر تحت تسلط نظریه‌های جامعه‌شناسی است، جرم‌شناسی زیست‌اجتماعی نیز مشارکت‌های بالقوه حوزه‌هایی مانند ژنتیک رفتاری، عصب روان‌شناسی، و روان‌شناسی فرگشتی را تشخیص می‌دهد.